# Krystyn Piotr Ostrowski
Krystyn Piotr Celestyn Józef Ostrowski pseudonim Józef Prawdomir (ur. 19 maja 1811 w Ujeździe koło Tomaszowa, zm. 4 lipca 1882 w Lozannie) – uczestnik powstania listopadowego, poeta, publicysta, pisarz polski i francuski, fundator i członek Towarzystwa Muzeum Narodowego Polskiego w Rapperswilu w 1882 roku.
Syn Antoniego Jana herbu Rawicz i Józefy z Morskich. W latach 1812–1831 wiele czasu spędzał we dworze Ostrowskich w Ujeździe i w pałacyku letniskowym w Tomaszowie Mazowieckim. Brał udział w powstaniu listopadowym (1830-1831). Od 1831 roku na emigracji we Francji. 
Publicysta demokratyczny, pisał dramaty, poematy, rozprawy polityczne itp., przełożył na język francuski prozą dzieła Mickiewicza („Oeuvres poetiques completes” 1841, IV. wyd. 1859); wydał nadto m. i. „ThM-tre complet” (1862), „Jamby Polskie” (1863, 2 t.), „Lettres slaves” (1853, IV. wyd. 1864), „Oeuvres choisies” (1875), „Dzieła polskie” (1876, t.). Tłumaczył na język polski Szekspira.
Wydał także dla czytelnika zachodniego dwutomowy informator o Polsce pt. La Pologne historique, litteraire, monumentale et pittoresque, w której sporo miejsca poświęcił Ujazdowi i Tomaszowowi Mazowieckiemu („Ujazd et Tomaszów en Mazovie”, tamże, t. 2, Paris 1837, t. 2, Paris 1837, s. 448-454; w tej pracy zamieszczono pierwszy znany widok ówczesnego Tomaszowa). 
Zapisał cały swój majątek (320 tys. franków) na stypendia dla młodzieży polskiej. Pochowany w Lozannie. Serce Krystyna Piotra przewieziono do Ujazdu i złożono w rodzinnym grobowcu Ostrowskich. 